# Buzdygany
Buzdygany – nagroda przyznawana corocznie przez czasopismo Polska Zbrojna dla wyróżniających się osobowości Wojska Polskiego. Jest to 37-centymetrowa posrebrzana replika XVI-wiecznej oznaki godności rotmistrzowskiej.

## Buzdygany 1995
Osoby wyróżnione:
1. gen. bryg. Zygmunt Sadowski – za ćwiczenia Partnerstwo dla Pokoju (Cooperative Bridge)
2. gen. dyw. J. Carter III - za ćwiczenia Partnerstwo dla Pokoju (Cooperative Bridge)
3. por. Robert Strzelecki – za niekonwencjonalny wkład w kształtowanie wizerunku Wojska Polskiego w społeczeństwie
4. Maria Wiernikowska – dziennikarka

stopnie wojskowe obowiązujące w dniu wręczenia nagrody

## Buzdygany 2003
Nominowani:
1. gen. broni Mieczysław Cieniuch – I zastępca Szefa Sztabu Generalnego Wojska Polskiego – uważany za jednego z architektów polskich sił stabilizacyjnych w Iraku;
2. gen. dyw. dr Roman Iwaszkiewicz – dyrektor Departamentu Polityki Zbrojeniowej Ministerstwa Obrony Narodowej – stara się o włączenia krajowych programów badawczych do systemu współpracy międzynarodowej;
3. płk prof. dr n. wet. Michał Bartoszcze – wicedyrektor Wojskowego Instytutu Higieny i Epidemiologii w Warszawie, szef Ośrodka Diagnostyki i Zwalczania Zagrożeń Biologicznych w Puławach – twórca jedynego w Polsce laboratorium III klasy bezpieczeństwa biologicznego (BSL-3);
4. płk prof. dr n. med. Wojciech Marczyński – zastępca dyrektora Wojskowego Instytutu Medycznego ds. nauki i szkolenia - specjalista w dziedzinie ortopedii i traumatologi narządów ruchu dzieci i dorosłych, leczy wady wrodzone, skoliozę, zajmuje się również wydłużaniem kończyn oraz protezoplastyką stawu biodrowego;
5. płk prof. dr hab. Adam Tomaszewski – dziekan Wydziału Wojsk Lądowych Akademii Obrony Narodowej w Warszawie-Rembertowie – współtwórca zintegrowanego modelu kształcenia oficerów, autor koncepcji nowego programu uzupełniających studiów magisterskich na kierunku zarządzanie i dowodzenie;
6. płk dr Ryszard Chyrzyński – dyrektor Departamentu Spraw Socjalnych i Rekonwersji Ministerstwa Obrony Narodowej - inicjator nowelizacji ustawy o systemie ubezpieczeń społecznych oraz świadczeń emerytalnych, programów osłonowych dla rodzin najbiedniejszych (tanie wczasy, dofinansowanie wypoczynku dzieci);
7. płk dr inż. Mirosław Kwaśny – kierownik Zakładu Techniki Laserowej w Instytucie Optoelektroniki Wojskowej Akademii Technicznej w Warszawie – prowadzi badania nad zastosowaniem laserów w terapii nowotworów, pracuje nad zastosowaniem metod spektralnych do zdalnych detekcji gazowych zanieczyszczeń atmosfery (złote medale na wystawach w Brukseli i Moskwie);
8. płk dypl. Ryszard Jabłoński – dowódca 20 Bartoszyckiej Brygady Zmechanizowanej – autor restrukturyzacji sztabu, dzięki czemu osiągnęła ona wymagania określone w standardach NATO;
9. płk dypl. Jerzy Stwora – komendant Centrum Szkolenia Łączności i Informatyki w Zegrzu – przyczynił się do akcji zbierania funduszy na zakup sprzętu komputerowego dla Warsztatów Terapii Zajęciowej przy Ośrodku Pomocy Społecznej w Legionowie, doprowadził do renowacji XIX-wiecznych fortyfikacji obronnych w Zegrzu;
10. płk mgr inż. Jan Piotrowski - dyrektor Wojskowych Zakładów Lotniczych nr 4 w Warszawie – dzięki oddaniu do użytku stanowisk prób lotniczych silników odrzutowych nowej generacji stara się o możliwość pozyskania kontraktów offsetowych związanych z zakupem przez Polskę samolotów wielozadaniowych F-16;
11. płk mgr inż. Waldemar Kozicki – dyrektor Wojskowych Zakładów Lotniczych nr 3 w Dęblinie - podejmuje w kierowanym przez siebie Zakładzie nowe technologie produkcyjno-remontowe podczas modernizacji awioniki średnich i małych samolotów transportowych (unikatowych na terenach Europy Środkowej;
12. płk Michał Bułkin – szef Oddziału Wychowania Fizycznego i Sportu Zarządu Doktryn i Szkolenia Sił Zbrojnych RP - zajmuje się przygotowaniem reprezentacji WP do III Światowych Wojskowych Igrzysk Sportowych – Katania 2003;
13. płk Ryszard Dubiela – szef Rejonowego Zarządu Infrastruktury w Olsztynie - prekursor modernizacji infrastruktury energetycznej w wojsku w formule partnerstwa publiczno-prywatnego;
14. płk Kazimierz Sobka – komendant Centrali Wojskowej Misje Pokojowe – odpowiada za wydatkowanie środków finansowych na szkolenie osób biorących w misjach pokojowych;
15. ppłk dypl. Piotr Ząbkowski – dowódca 10 Batalionu Zmechanizowanego 10 Brygady Kawalerii Pancernej w Świętoszowie – dwukrotnie na misji pokojowej w Kosowie, podczas zgłaszania nominacji - dowódca 2 Grupy Bojowej w Iraku;
16. ppłk Lech Drab – starszy specjalista w Polskim Przedstawicielstwie Wojskowym NATO – dzięki jego negocjacjom Joint Force Training Centre (JFTC) umiejscowiono w Polsce w Bydgoszczy;
17. mjr pil. mgr inż. Jerzy Lenia – dowódca 3. Eskadry Lotniczej w Dęblinie - współtwórca i lider zespołu pilotażowego Biało-czerwone Iskry, posiada nalot 2 150 godzin;
18. kpt. mar. Grzegorz Okuljar – dowódca ORP Kontradmirał Xawery Czernicki – wprowadził okręt do służby w warunkach wojennych;
19. płk rez. Marek Ruszczak – działacz sportowy Polskiego Związku Radioorientacji Sportowej, przyczynił się do uznania radioorientacji sportowej za sport wojskowo-użyteczny;
20. płk rez. Władysław Świdnicki – dyrektor Zakładów Remontowo-Budowlanych w Jarosławiu – przeciwdziała dekapitalizacji obiektów wojskowych;
21. płk rez. Marian Zach – propagator tradycji Henryka Dobrzańskiego Hubala, jest współtwórcą pomnika w Anielinie, organizuje rajdy konne i piesze Szlakiem Oddziału Hubala, propaguje chlubne tradycje oręża polskiego;
22. dr Roman Dufrêne – dyrektor Przemysłowego Instytutu Telekomunikacji w Warszawie – dyrektor Instytutu, który na potrzeby wojska wdrożył m.in. systemy Dunaj, Szafran ZT;
23. Janusz Godyń – prezes Izby Wojskowej Sądu Najwyższego – twórca reformy sądownictwa wojskowego, brał udział w pracach nad nowym kodeksem karnym przed sądami wojskowymi oraz prawem o ich ustroju;
24. Andrzej Korski – wojewoda lubuski – zaproponował wykorzystanie poligonów żagańskiego, świętoszowskiego i wędrzyńskiego oraz zaadaptowanie obiektów pokoszarowych w Gubinie celem aktywizacji regionu, podjął działania umożliwiające i ułatwiające budowę nowych mieszkań dla żołnierzy zawodowych;
25. Ryszard Pacławski – dyrektor TVP3 Regionalna - rozpoczął propagowanie spraw związanych z obronnością i wojskiem, a także lokalne inicjatywy służące obronności na wizji, przedstawia zarówno zmiany zachodzące w armii, jak i wspomina polskie tradycje oręża;
26. Andrzej Towpik – podsekretarz stanu w Ministerstwie Obrony Narodowej ds. polityki obronnej - brał udział w negocjacjach dotyczących wejścia Polsko do NATO i UE, pierwszy stały przedstawiciel RP przy Kwaterze Głównej NATO.

## Buzdygany 2004
Nominowani:
1. gen. bryg. Kazimierz Jaklewicz – dowódca 17. Brygady Zmechanizowanej w Międzyrzeczu - za testowanie 9-miesięcznej zasadniczej służby wojskowej w podległych JW oraz za przygotowanie batalionu do II zmiany PKW Irak a także za wysokie noty podczas inspekcji;
2. płk Stefan Czmur – szef Zarządu Planowania Rozwoju Sił Zbrojnych Sztabu Generalnego WP - za Program przebudowy i modernizacji technicznej SZ RP w latach 2001–2006, Program rozwoju SZ RP w latach 2003-2008 oraz za Plan rozwoju SZ RP w latach 2005–2010;
3. kpt. mar. Dorota Stachura – oficer łącznikowy Dowództwa Marynarki Wojennej - za przewodniczenie komisji odpowiedzialnej za przekazanie suwerenności w prowincjach Karbala i Babilon (Irak) oraz celowe rozdysponowanie 7,5 mln dolarów (instalacje wodociągowe, stacje uzdatniania wody, uruchomienie szkół oraz wyposażenie szpitali);
4. bp Sławoj Leszek Głódź – biskup diecezji warszawsko-praskiej – za utworzenie NSZZ Obrony Armii;
5. dr Roman Dufrêne – dyrektor Przemysłowego Instytutu Telekomunikacji w Warszawie – dyrektor Instytutu, który na potrzeby wojska wdrożył m.in. systemy Dunaj, Szafran ZT;
6. Andrzej Siezieniewski – prezes zarządu Polskiego Radia – za wdrożenie planu zainstalowania sekcji radia w Iraku a także za promowanie obronności na antenie PR;

## Buzdygany 2009[2]
Laureaci:
1. mjr Tadeusz Ogrodniczuk, kustosz Muzeum Broni Pancernej w Poznaniu

## Buzdygany 2011[3]
Laureaci:
1. prof. Stanisław Ilnicki, dyrektor Kliniki Psychiatrii i Stresu Bojowego w Warszawie, pomagający cierpiącym na zespół stresu pourazowego
2. gen. Andrzej Reudowicz, dowódca 10. Brygady Kawalerii Pancernej oraz dowódca polskich żołnierzy w Afganistanie
3. 2 kompania dalekiego rozpoznania 2 Hrubieszowskiego Pułku Rozpoznawczego im. majora Henryka Dobrzańskiego Hubala

## Buzdygany 2013[4]
Laureaci:
1. płk lek. Zbigniew Aszkielaniec, komendant Wojskowego Centrum Kształcenia Medycznego
2. Marcin Gortat
3. płk Jerzy Jankowski, polski narodowy przedstawiciel wojskowy przy Naczelnym Dowództwie Sił Sojuszniczych NATO w Europie
4. st. chor. szt. Zbigniew Rosiński, wiceprezes Wojskowego Klubu Biegacza Meta
5. komandor por. Robert Szymaniuk
6. kpt. Przemysław Wardowski

## Buzdygany 2015[5]
Laureaci:
1. ppłk Andrzej Demkowicz - kierownik Zespołu Rozpoznania i Dowodzenia w Instytucie Dowodzenia Wyższej Szkoły Oficerskiej Wojsk Lądowych we Wrocławiu, ratownik GOPR - za miłość do gór, popularyzowanie jej wśród żołnierzy różnych formacji, szkolenie z technik alpinistycznych i narciarskich mających podnieść ich umiejętności działania w terenie górskim;
2. Tomasz G. „Gałus”  - komandos, podoficer Wojsk Specjalnych - za wyjątkowe umiejętności w zakresie sztuki przetrwania w terenie.
3. gen. bryg. prof. dr hab. n. med. Grzegorz Gielerak – dyrektor Wojskowego Instytutu Medycznego przy ul. Szaserów w Warszawie - za wdrażanie wielu innowacyjnych programów zdrowotnych w wojskowej służbie zdrowia, m.in. badania rannych i poszkodowanych na misjach w ramach programu „Afgan”, które przyczyniły się do zwiększenia odporności Rosomaków na wybuchy min pułapek;
4. ppłk pil. Paweł Marcinkowski  - dowódca Grupy Działań Lotniczych 31 Bazy Lotnictwa Taktycznego w Poznaniu - za oddanie się szkoleniu swoich następców: pilotów, dowódców i instruktorów lotnictwa;
5. mjr Marcin Matczak - oficer CIMIC - za propagowanie zrozumienia różnic międzykulturowych w działaniach wojskowych na misjach;
6. st. chor. sztab. Andrzej Woltmann - zastępca komendanta Szkoły Podoficerskiej Wojsk Lądowych w Poznaniu - za rozwijanie systemu szkolenia podoficerów według wzorców najlepszych armii państw zachodnich, a także za podnoszenie rangi korpusu podoficerskiego do poziomu elity wojska;
7. Sławomir Zagórski – łemkowski historyk i dziennikarz - za rzetelność i odwagę w pisaniu o wojskach specjalnych oraz odkrywanie dawnych dziejów polskiego oręża.

## Buzdygany 2019[6]
Laureaci:
1. ppłk Dominik Duda
2. płk dr inż. Mariusz Chmielewski
3. kpt. Szczepan Pietraszek
4. ppłk Adam Krysiak
5. st. sierż. Artur Pelo
6. płk prof. dr hab. n. med. Marek Rękas
7. płk Paweł Chabielski

## Buzdygany 2020[7]
Laureaci:
1. ppłk Andrzej Borzenda
2. płk Leszek Elak
3. Jacek Matuszak
4. gen. bryg. Karol Molenda
5. płk Marek Pietrzak
6. płk Ireneusz Smykla

## Buzdygany 2021
Laureaci:
1. st. szer. Monika Krasińska-Ligejka, była dziennikarka Radia Katowice

## Buzdygany 2022[8]
Laureaci:
1. płk rez. Paweł Dziuba, dyrektor Eksperckiego Centrum Szkolenia Cyberbezpieczeństwa, za rozwój potencjału Sił Zbrojnych w obszarze IT;
2. dr Agnieszka Glapiak, była dyrektor Centrum Operacyjnego MON, obecnie społeczny doradca Ministra Obrony Narodowej, wiceprzewodnicząca Krajowej Rady Radiofonii i Telewizji, za zbudowanie nowej strategii komunikacyjnej w Wojsku Polskim;
3. ppor. Damian Pietrasik, oficer WOT, dzięki któremu wielu młodych ludzi zdecydowało się wstąpić w szeregi Wojska Polskiego;
4. sierż. Tomasz Rożniatowski, żołnierz Centralnego Wojskowego Zespołu Sportowego, weteran-poszkodowany misji w Afganistanie, za determinację w walce o powrót do aktywnego życia i inspirowanie innych w podobnej sytuacji;
5. kadm. prof. dr hab. Tomasz Szubrycht, rektor-komendant Akademii Marynarki Wojennej, za skuteczność w realizacji wizji rozwoju Akademii;
6. ppłk Paweł Wronka, szef sztabu Jednostki Wojskowej Komandosów, za stworzenie i uruchomienie programu JATA i otwarcie wojsk specjalnych na cywili.

## Buzdygany 2023[9]
Laureaci:
1. Piotr Bojarski, kierownik Centrum Szyfrów Enigma, za łączenie historii z nowoczesnością w Centrum Szyfrów Enigma
2. kpt. Paweł Danielak, młodszy specjalista w Szefostwie Wojskowej Służby Zdrowia Inspektoratu Wsparcia Sił Zbrojnych za odwagę w wychodzeniu poza schematy w ratowaniu życia
3. kmdr Grzegorz Krasnodębski, zastępca dyrektora Morskiego Centrum Cyberbezpieczeństwa, za wizjonerskie podejście do kwestii ochrony infrastruktury krytycznej
4. gen. bryg. Rafał Miernik, dowódca 19 Brygady Zmechanizowanej, za wprowadzenie w wojsku nowego typu lidera
5. płk Jarosław Wacko, szef Oddziału Reagowania na Incydenty Komputerowe w Dowództwie Komponentu Wojsk Obrony Cyberprzestrzeni, za zbudowanie jednego z najsilniejszych zespołów na świecie zajmujących się cyberbezpieczeństwem i dowodzeniem nim
6. Centrum Operacji Powietrznych - Dowództwo Komponentu Powietrznego, za zabezpieczenie polskiej przestrzeni powietrznej w obliczu nowych wyzwań